# Джадсон, Уиткомб
Уиткомб Джадсон (англ. Whitcomb L. Judson; 7 марта 1846, Чикаго, Иллинойс — 7 декабря 1909) — американский продавец машин, инженер-механик и изобретатель.
В 1891 году изобрёл застёжку-молнию.
За свою 16-летнюю карьеру он получил тридцать патентов, четырнадцать из которых касались инноваций в области пневматических уличных железных дорог. Шесть из его патентов были связаны с моторным механизмом, подвешенным под вагоном, который работал на сжатом воздухе. Также Уиткомб основал компанию Judson Pneumatic Street Railway.

## Ранние годы
Родился 7 марта 1846 года в городе Чикаго, Иллинойс. Служил в армии союза и в 1861 году был зачислен в 42-й иллинойский пехотный полк. Учился в колледже Нокс, Гейлсберг (Иллинойс). В 1886—1887 годах работал поставщиком компании «Pitts Agricultural Works».